# Kantproductie in Geraardsbergen
Het centrum voor de productie van kant in België was gevestigd in Geraardsbergen. In de bloeitijd tussen 1840 en 1870 waren meer dan 100 bedrijven actief in de productie van Geraardsbergse of Chantillykant. Chantillykant is ontstaan in het Franse stadje Chantilly. De Chantillykant van hoge kwaliteit werd vooral in Caen en Bayeux geproduceerd. De Geraardsbergse kant beperkte zich hoofdzakelijk tot meer commerciële artikelen, doch eveneens van hoogstaande kwaliteit.
Zoals in vele Vlaamse steden kende Geraardsbergen een kantnijverheid die dateert van voor de invoering van de Chantillykant. De eerste echte bewijzen dat er in het Geraardsbergse kant werd geklost, dateren van 1697. Dit document verhaalt een onderschepping van gesmokkelde pakken kant, waarschijnlijk afkomstig van de begijntjes van de stad.
Volgens de volkstelling van 1747 telde men te Geraardsbergen slechts een kantwerkster. In 1783 onderwezen de Benedictinessen van Hunnegem verschillende soorten handwerk: breien, naaien, mazen, borduren en kant. De opkomst van de kantnijverheid, in het bijzonder in Geraardsbergen, situeert zich begin 19de eeuw. Uit de volkstelling van 1812 leren we dat Geraardsbergen een kanthandelaar (Ghislain van Crombrugghe) en 130 kantwerksters rijk is. Thérèse Byl, directrice van de weesschool, behaalde op een tentoonstelling van Belgische industriële producten, een eervolle vermelding voor een kantstuk dat gerekend werd bij de groep "Rijselse kant". Deze soort ligt technisch aan de basis van de Chantillykant.

## Geschiedenis
Via Caen en Bayeux, waaide die begin 19de eeuw over naar Geraardsbergen, waar ze dankzij de toen heersende mode een groot succes kende. Chantillykant klost men voornamelijk met zwarte zijde. De motieven in halve slag geklost, worden omlijnd door een dikkere sierdraad, omringd door zeshoekige tralies De tekeningen bestaan meestal uit bloemenruikers, versierd met allerlei sierlijke arcades. De kantwerken dienden onder andere als versiering van corsages en hoofddeksels, kragen, stola's, sluiers en zelfs gehele kledingstukken. Deze grote oppervlakken (3 tot 4 meter) bestaan uit verschillende kleine stroken die met een bijna onzichtbare steek aan elkaar gelast worden. Men neemt aan dat in Geraardsbergen met zwarte kant gestart werd, op initiatief van de heer Lepage.
Halverwege de 19de eeuw kende de kantnijverheid in Geraardsbergen een enorme opgang.
Enkele cijfers:
- 1847 - 1830 kantwerksters op een totaal van 7340 inwoners.
- 1857 - 1900 kantwerksters op een totaal van 8260 inwoners.
- 1866 - 55 kantfabrikanten. Geraardsbergen is na Brussel de belangrijkste kantfabrikant.
- 1867 - De kantproductie is vervijfvoudigd ten opzichte van 1855.

Rond 1873 raakte Chantillykant echter uit de mode en hoge invoerrechten, soms tot 60%, droegen hun steentje bij tot het verval van de kantindustrie. Ondanks de vele initiatieven, waaronder een speciale delegatie naar een tentoonstelling in Philadelphia (1876), kon men deze nijverheid niet meer redden.
In 1880 telde Geraardsbergen nog maar 700 kantwerksters. Onder impuls van Prinses Elisabeth poogde men in 1905 een nieuwe start. Niets kon echter nog baten. In 1912 bleven 8 fabrikanten over. In 1914 kwamen onbetaalde verzendingen naar Amerika terug. Tijdens de Eerste Wereldoorlog kende de Chantilly kantnijverheid nog een kortstondige opflakkering. De kant die toen geklost werd noemt men "War Laces" of oorlogskant. In 1926 stelde Cattelain nog slechts een honderdtal vrouwen te werk. Nog tot 1932 voerde men Geraardsbergse kant uit.

## Galerij

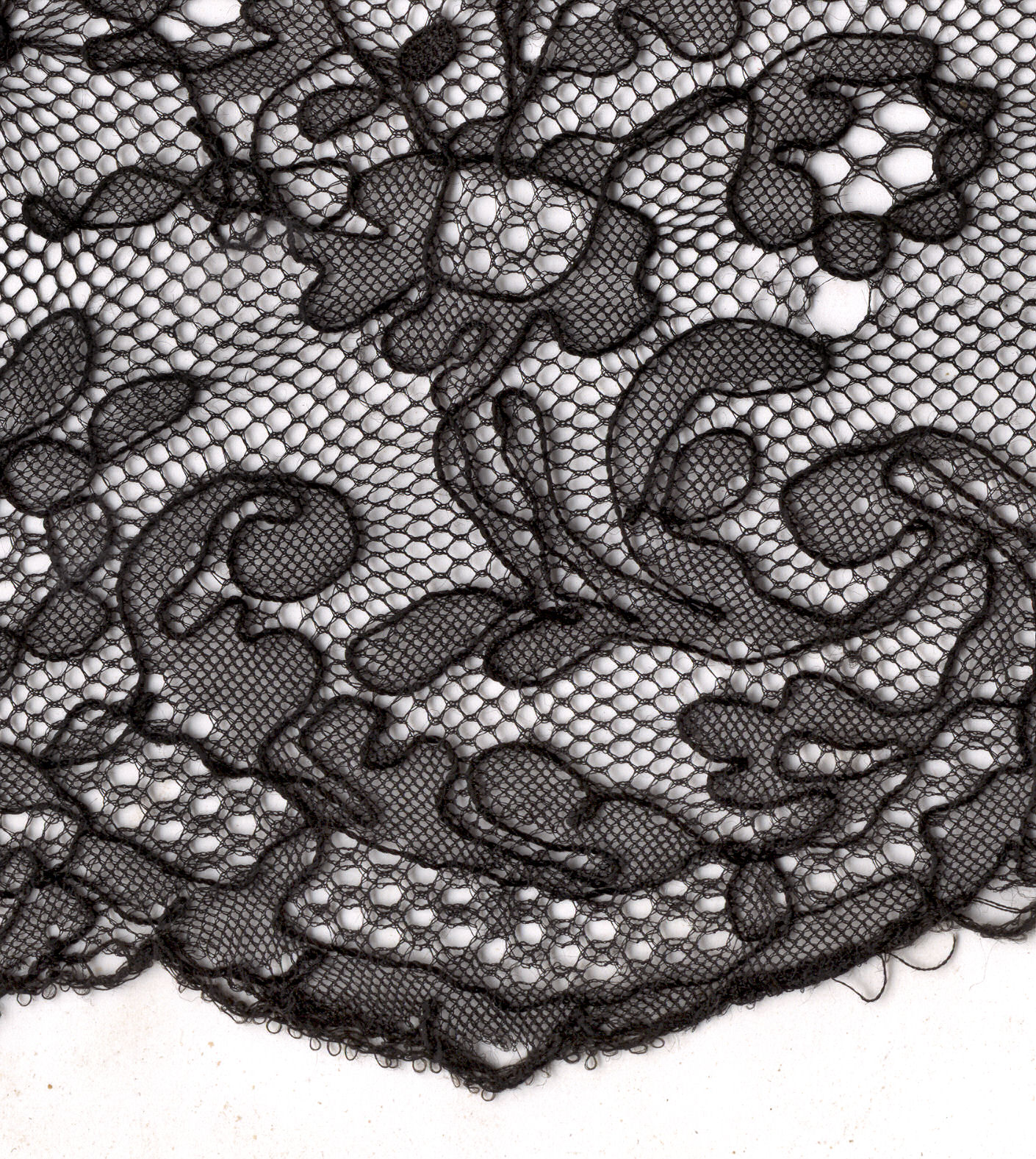
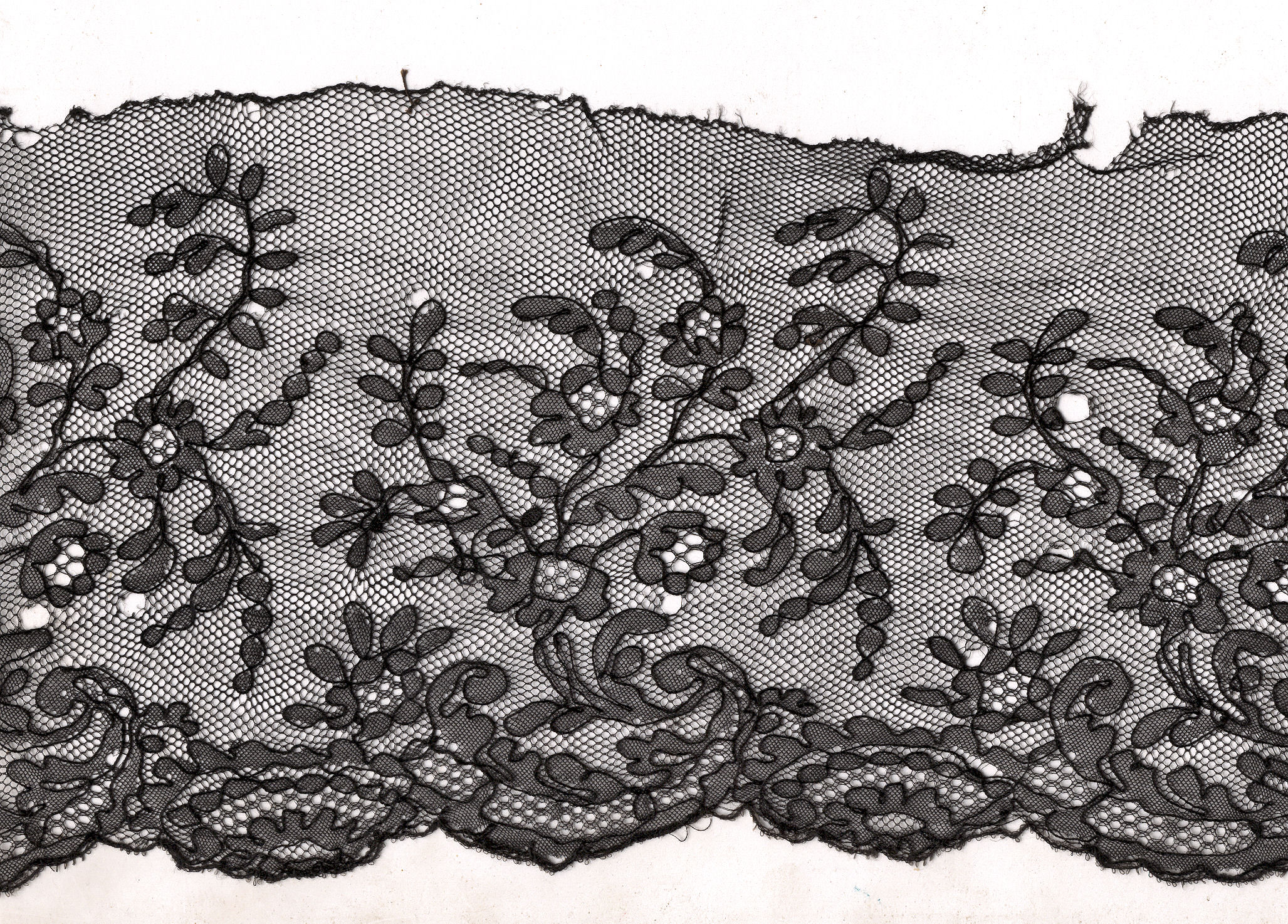
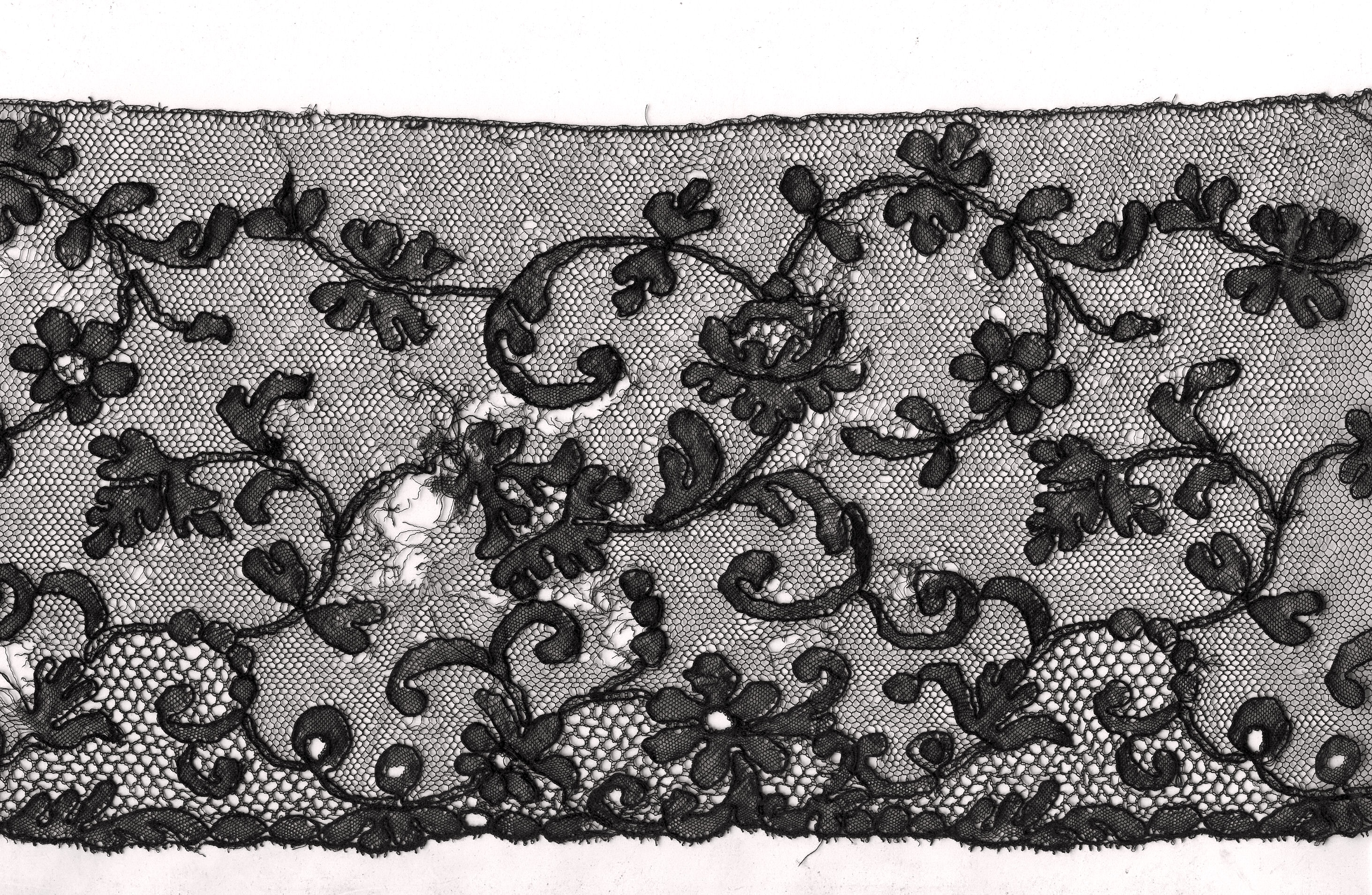
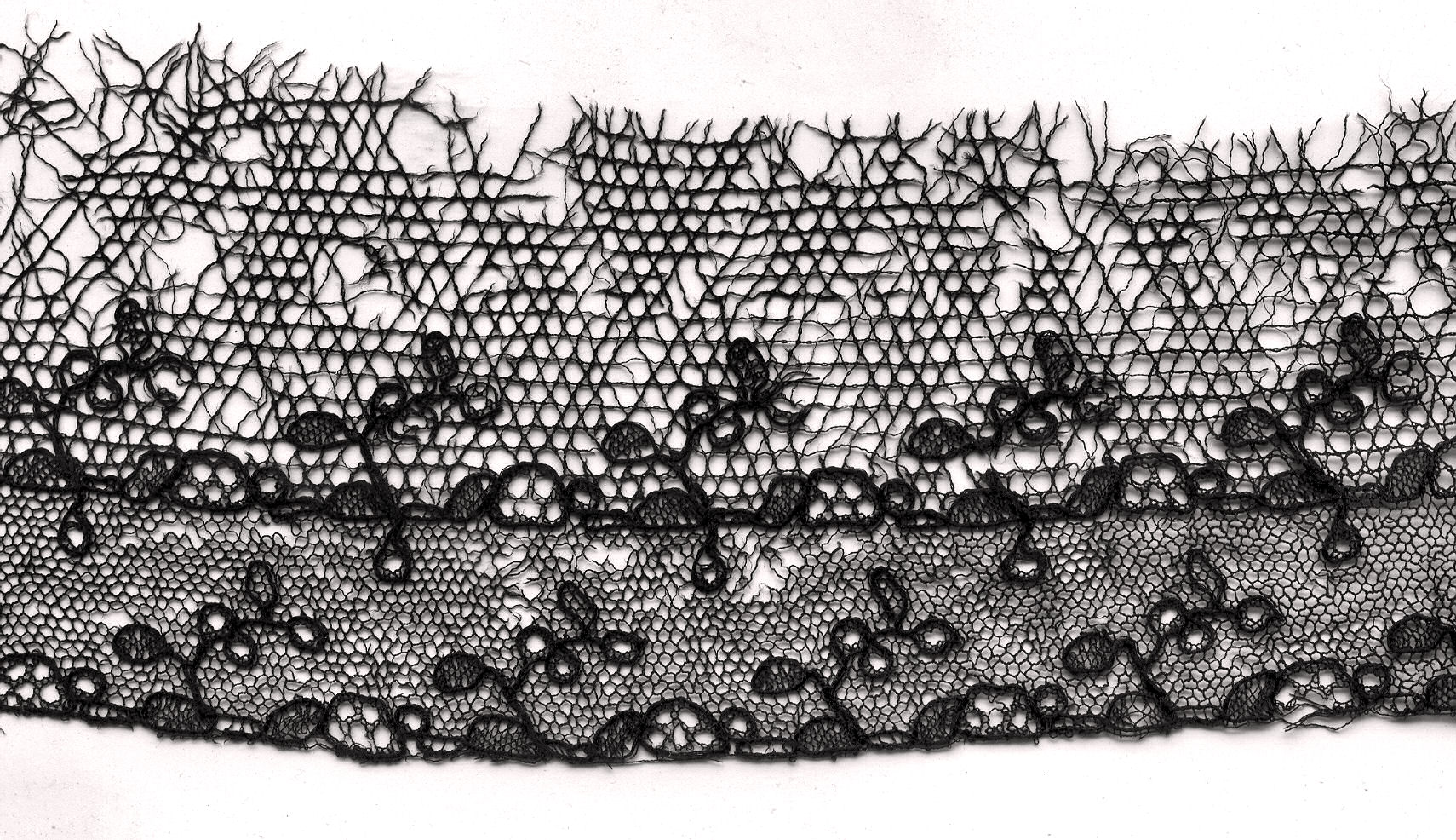
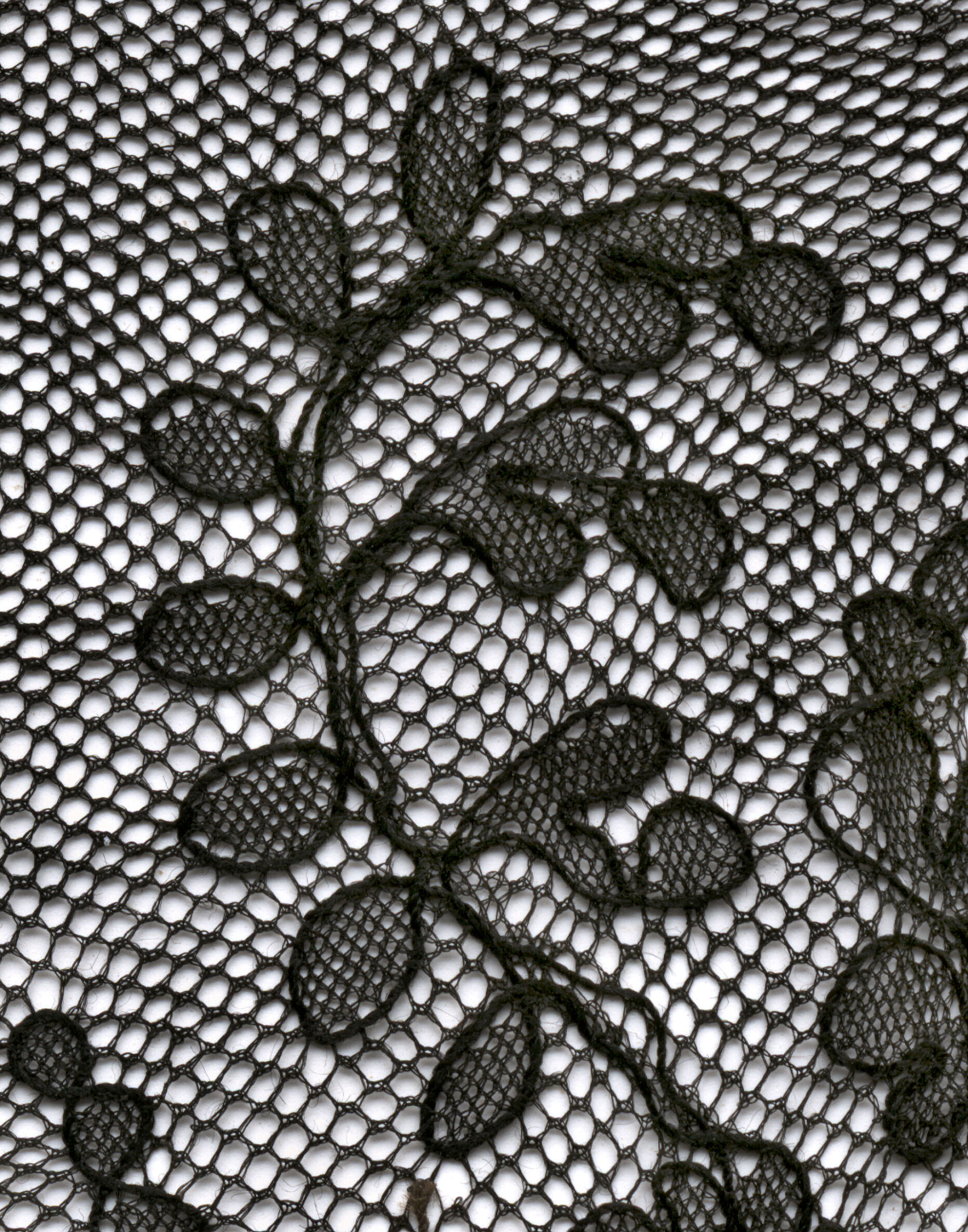
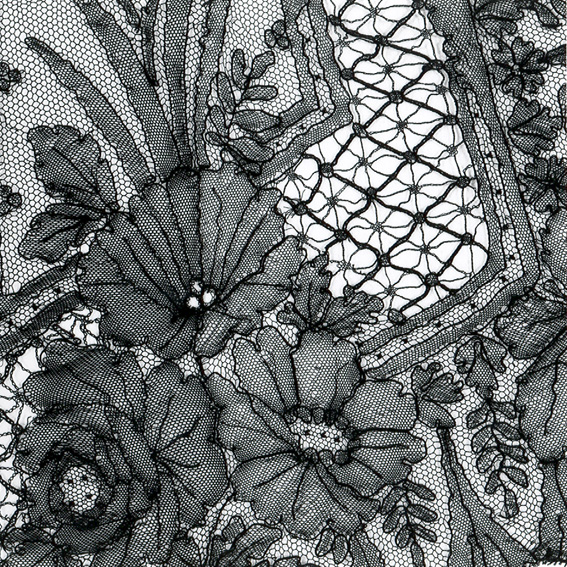
Detail van een sjerp in Chantilly kloskant, 1850-1880
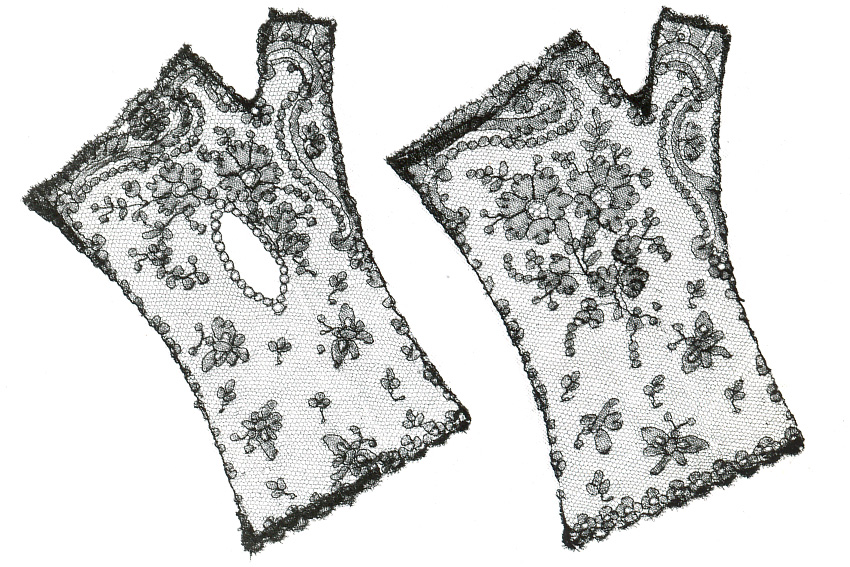
Mitaines in Chantilly kloskant, 1850-1890
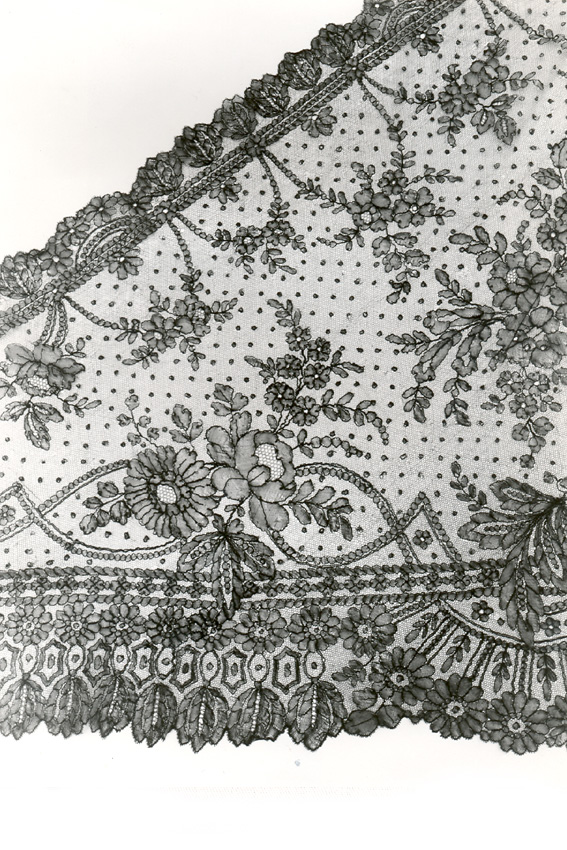
Sjaal in Chantilly kloskant, 1850-1880
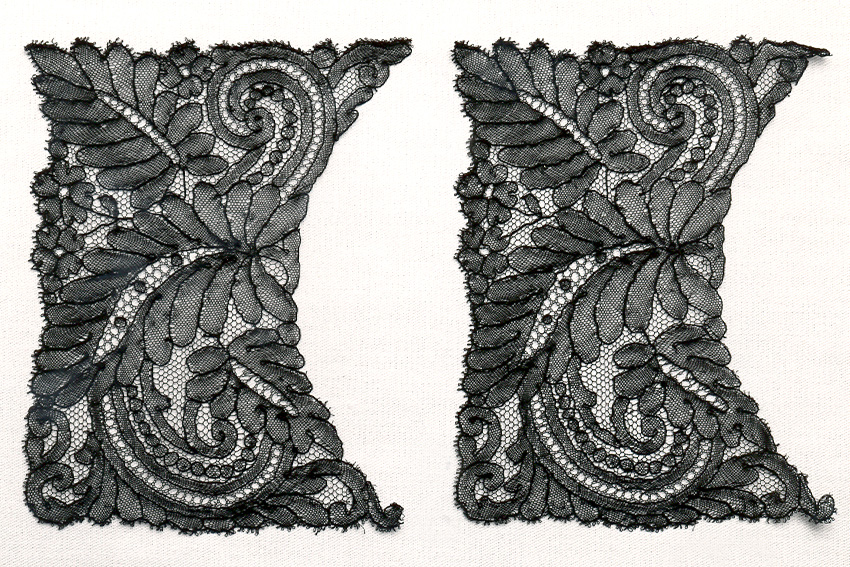
Siermotief in Chantilly kloskant in zijde, 1850-1900
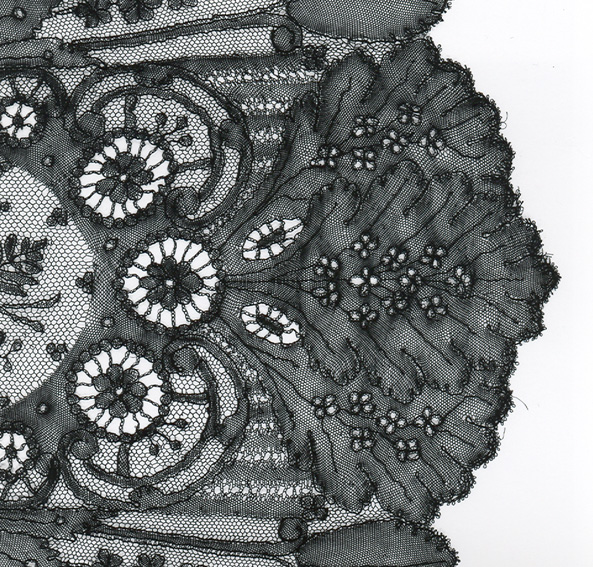
Detail van een parasoldek in Chantilly kloskant, 1850-1870